# Kreditbank in Danzig
Kreditbank in Danzig A.G. (Bank Kredytowy w Gdańsku S.A.) – bank branży aptekarskiej i farmaceutycznej o kapitale gdańskim, działający w Gdańsku w latach 1907–1938.

## Historia
Bank powstał w 1907 jako Kreditverein Deutscher Apotheker eGmbH „Kreda” (Zrzeszenie Kredytowe Aptek Niemieckich). W latach 1917–1918 funkcjonował pod nazwą Deutsche Apothekerschaft GmbH (Niemieccy Farmaceuci), 1919–1921 - Danziger Kreditbank GmbH „Kreda”, Kreditverein deutsch. Apotheker (Gdański Bank Kredytowy, Zrzeszenie Kredytowe Aptek Niemieckich), 1921 - Danziger Apotheker-Bank (Gdański Bank Aptek), zaś następnie w latach 1925–1938 pod nazwą Kreditbank in Danzig A.G. (Bank Kredytowy w Gdańsku S.A.). Powodem jego likwidacji w 1938 były ponoszone straty.

## Siedziba
Wielokrotnie zmieniał siedzibę. W latach 1907–1910 siedziba banku mieściła się przy Hauptstrasse 33 (obecnie al. Grunwaldzka), w 1911-1912 przy Hundegasse 94 (ul. Ogarna), w latach 1914-1921 przy Stadtgraben 5 (Podwale Grodzkie), i w latach 1925-1938 przy Brotbänkergasse 37 (ul. Chlebnicka).